# تشارلز كريستيان هووك
تشارلز كريستيان هووك (بالإنجليزية: Charles Christian Hook)‏ هو مهندس معماري أمريكي، ولد في 1870، وتوفي في 1938.